# 우랄 렉스
우랄 렉스(Ural rex)는 러시아 우랄 지역이 원산지인 고양이 품종이다. 이 고양이의 특별한 점은 곱슬곱슬한 이중털이다. 단모와 장모가 모두 존재한다.

## 역사
우랄 렉스는 1920년대 초반에 우랄 지역에서 발견되었다. 당시 주민들은 고양이를 좋아하는 사람들이 아니었기에, 따로 사육하지 않았다. 현재 우랄 렉스는 예카테린부르크에서 유래한다. 한 가정에서 '뮤라'라는 이름의 검은 점이 있는 흰색 고양이를 키웠다. 1988년에 뮤라는 3마리의 새끼 고양이를 낳았고 그 중 2마리는 곱슬곱슬한 털을 가지고 있었다. 곱슬곱슬한 새끼 고양이 중 하나인 '바실리'라는 수컷은 현재의 모든 우랄 렉스의 조상이 되었다. 그는 다른 고양이와 교배를 하였고 모든 새끼 고양이는 직모 털이었다. 그런 다음 그는 그의 엄마 고양이와 교배를 하였고 이것에서 곱슬한 수컷 '바'와 암컷 '무르카'가 태어났다. 이것은 곱슬곱슬한 털의 원인이 열성 유전자라는 것을 보여주었다. 이 고양이들을 계속해서 번식시켜 러시아의 고양이와 교배했다. 코니시 렉스 등의 품종으로 실험 교배를 했으며, 이로부터 직모 새끼 고양이만 태어났다. 이로써 이 렉스 유전자는 서로 관련이 없음이 입증되었다. 2006년에 우랄 렉스는 WCF에 의해 인정되었다. 예카테린부르크와 모스크바에서 이 품종이 적극적으로 번식되었다.

## 생김새
털은 다른 렉스 품종과 다르다. 몸 전체가 느슨한 곱슬털과 함께 두꺼운 이중털로 덮여 있어 탄력이 있다. 다만, 장모종은 다소 지저분하고 헝클어져 보이기에 덜 유명하다. 일반 집고양이에서 발생하는 모든 털 색상이 인정된다. 인정할 수 없는 색상은 고동색, 연보라, 갈색 및 엷은 황갈색이며, 인정되지 않는 털 패턴은 얼룩무늬이다. 생후 첫 2년 동안 우랄 렉스는 여러 번 털갈이를 한다. 새끼 고양이의 털은 회색빛이 도는 색이다. 털이 헝클어져 피부병이 걸리지 않도록 항상 빗질을 해야 한다. 우랄 렉스는 중형 고양이로 튼튼하고 우아하다. 광대뼈가 뚜렷하게 나타난다. 귀는 중간 크기이며 비교적 높이 있다. 눈은 크고 타원형이며 넓게 떨어져 있다.

## 같이 보기
- 코니시 렉스